# Chiusa Borsella
Il sito archeologico di Chiusa Borsella si trova all'isola d'Elba, in posizione soprastante il paese di San Piero in Campo e nel territorio comunale di Campo nell'Elba (42°45′11.09″N 10°11′58.05″E). 
Il sito, presso il quale furono rinvenute punte di freccia in diaspro, ospita alcuni ripari sottoroccia in cui, nel 1971, vennero scoperti numerosi frammenti di vasellame risalente all'Età del Bronzo finale, riconducibili al typus degli insediamenti protostorici del Monte Capanne. Più recentemente vi è stata rinvenuta una matrice in pietra per la produzione di asce in bronzo. Nello stesso sito si trova il Caprile di Chiusa Borsella, realizzato in pietra a secco dai fratelli Giuseppe e Pietro Montauti di San Piero in Campo. Il toponimo Chiusa Borsella è attestato dal XVIII secolo.